# Krzyż maltański

Krzyż maltański

Krzyż maltański, krzyż kawalerski, znany też jako krzyż cnót rycerskich. Używany jest przez Zakony Szpitalników: biały jest symbolem joannitów, w kolorze zielonym lazarytów. W Polsce czerwony krzyż maltański jest symbolem służby SAR.
Oparty jest na krzyżu greckim, ramiona jednak rozszerzają się od środka i są rozwidlone na końcu. W bizantyjskiej symbolice pojawił się prawdopodobnie w VI w.
Krzyż ten był symbolem Republiki Amalfi, której przedstawiciele-kupcy założyli w 1070 r. szpital i bractwo w Jerozolimie, dając początek późniejszemu zakonowi joannitów. Symbolu tego używali mnisi benedyktyńscy w 1023 r., którzy przejęli go od kupców i którzy zaczęli sprawować duchową opiekę nad powstałym wówczas bractwem. Po utworzeniu zakonu symbol bractwa stał się symbolem joannitów. 
Forma krzyża jako znaku Zakonu Maltańskiego została zatwierdzona przez papieża Sykstusa V bullą z dnia 9 stycznia i 31 stycznia 1589.
Krzyż maltański jest elementem wielu herbów, np. miejskich (Elbląga, Wejherowa, czy gminnych (np. Łagowa Lubuskiego, gminy Kleszczewo, Suchego Lasu k. Poznania, Cybinki i herbu gminy Banie (Pomorze Zachodnie, powiat gryfiński)).

Godło Zakonu Rycerzy św. Jana
Godło Zakonu Rycerzy św. Łazarza
Herb Wejherowa
Herb gminy Łagów
Herb gminy Suchy Las

Krzyż maltański jest również stosowany jako symbol przez Morską Służbę Poszukiwania i Ratownictwa, Centralną Stację Ratownictwa Górniczego S.A. oraz Maltańską Służbę Medyczną. Na pamiątkę mechanizmu w formie przypominającej ten krzyż, jako swoje logo wykorzystuje go też najstarsza działająca manufaktura produkująca zegarki, szwajcarski Vacheron Constantin.
Symbolu tego używają też Skauci Europy, jako odwołania się do cnót rycerskich i tradycji niesienia pomocy, jak również ośmioramienny krzyż, stanowiący odwołanie do ośmiu błogosławieństw.

## Symbolika
- cztery ramiona – cztery cnoty: wierność, honor, wstrzemięźliwość i przezorność
- biała barwa (w przypadku znaku joannitów) – symbolizuje cnotę czystości,
- osiem krańców – osiem błogosławieństw, osiem cnót rycerskich, osiem języków (na które podzielony jest Zakon Maltański).
- alchemiczny znak ognia.